# Dépôt de La Jonction
Le dépôt de La Jonction est un dépôt de trolleybus des Transports publics genevois situé sur la pointe de La Jonction, qui marque le confluent du Rhône et l'Arve. Mis en service en 1900, il accueille jusqu'aux années 1990 le siège social et les tramways de la Compagnie genevoise des tramways électriques puis des Transports publics genevois, qui ont déménagé depuis au dépôt du Bachet-de-Pesay.
Le dépôt est en partie remplacé en 2020 par le nouveau dépôt En Chardon, situé à Vernier, le long de la route de Meyrin ; depuis, il n'accueille que les trolleybus.

## Localisation
Le dépôt est situé à Genève dans le quartier de La Jonction, la presqu'île marquant le confluent entre le Rhône et l'Arve. Il occupe la quasi-totalité de la partie de la presqu'île située à l'ouest de la rue Émile-Nicolet. Il est situé et relié via l'avenue de la Jonction, à environ 350 m de la station de tramway Genève, Jonction de la ligne 14 du tramway de Genève, aussi desservie par les lignes de trolleybus 2 et 19 et par les lignes de bus 11, 80 et 91.

## Histoire

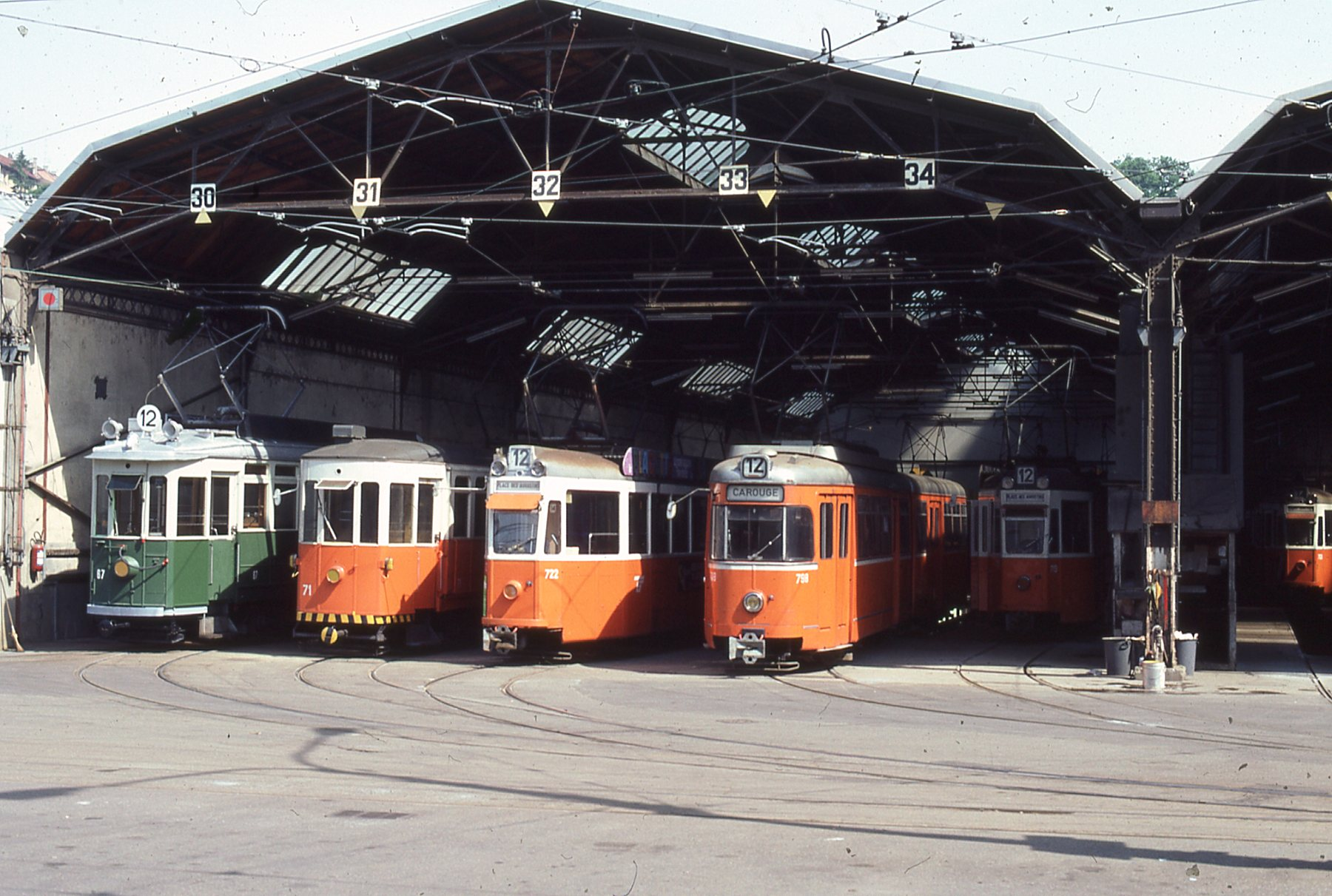
Tramways à La Jonction en 1979. Cette remise n'existe plus, remplacée par l'actuelle en 1995.

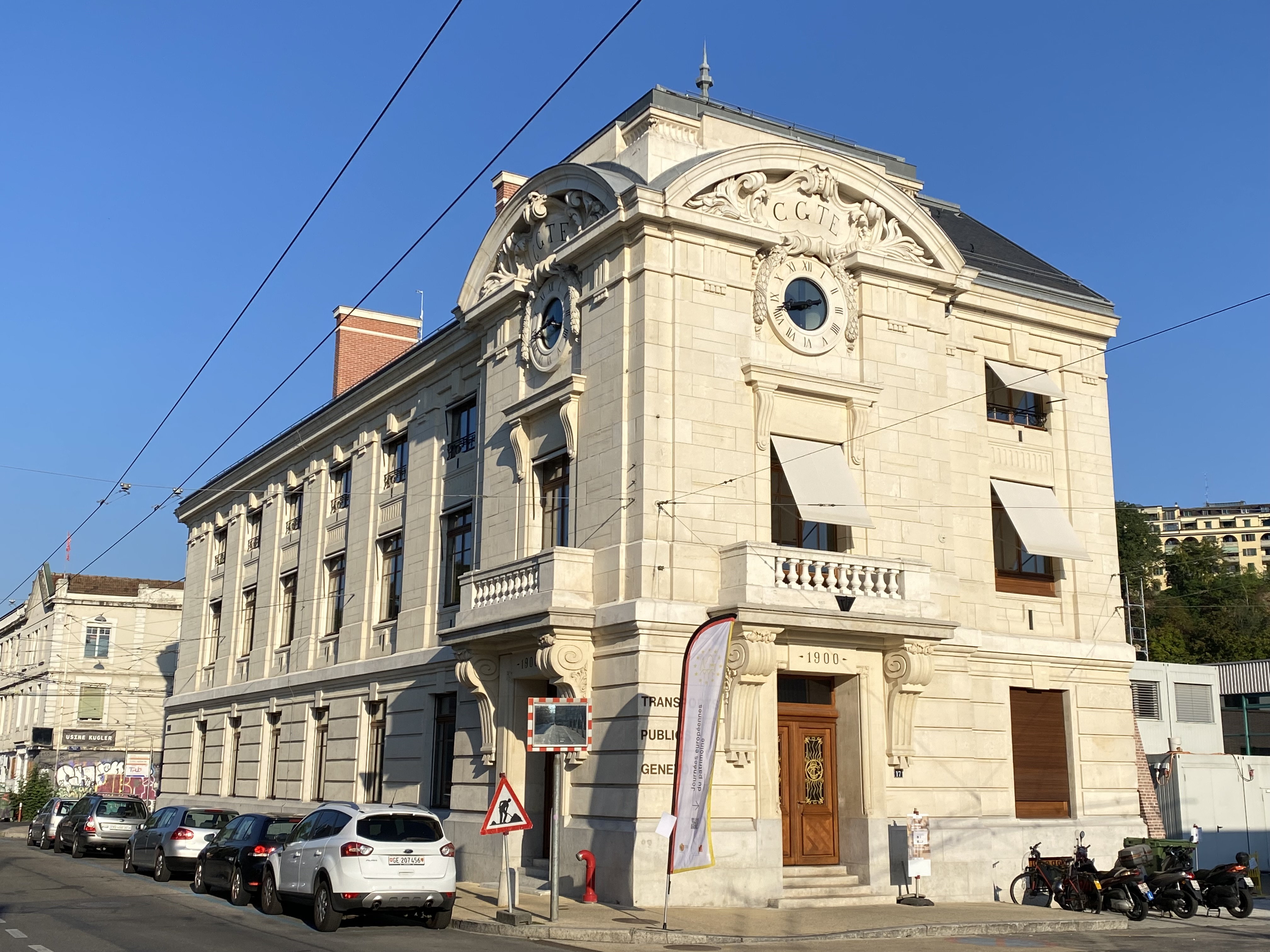
Ancien siège social de la CGTE puis des TPG à La Jonction.

La CGTE établit son dépôt sur le site de La Jonction entre 1899 et 1900,. Le site, conçu par l'architecte Charles Schmidt, est alors constitué du bâtiment administratif, qui existe toujours, et d'un grand bâtiment accueillant le remisage et l'entretien des tramways, auxquels se sont ajoutés les trolleybus et les autobus par la suite.
En 1902, la colère des salariés de la CGTE, qui réclament une hausse de leurs salaires, voit le dépôt devenir le lieu de la première grève générale de l'histoire de la Suisse : durant trois jours près de 15 000 ouvriers viennent occuper le site en soutien aux traminots grévistes. L'État intervient en envoyant l'armée mater les grévistes.
Ce dépôt est le seul de la CGTE jusqu'en 1936 et la reprise de la société du chemin de fer Genève - Veyrier, le dépôt de cette dernière, situé à Veyrier, est désormais utilisé comme remise et le restera jusqu'à la fermeture des lignes 6 et 8 du tramway.
Le développement du réseau d'autobus pousse la CGTE à construire une remise couverte dédiée aux autobus au bout de la pointe en 1966 ; le site est conservé en 1977 quand la CGTE laisse place aux TPG.
L'ouverture du dépôt du Bachet-de-Pesay, achevé en 1992, marque un tournant pour le site qui voit partir le siège social et le remisage et l'entretien des tramways vers le nouveau dépôt. Enfin, en 1995, le site subit une restructuration d'ampleur avec la reconstruction du bâtiment abritant notamment les ateliers et le remisage des trolleybus. Le dépôt était relié à la ligne 12 du tramway par un long raccordement qui empruntait le boulevard Saint-Georges. Durant sa reconstruction, les trolleybus sont stationnés boulevard Carl-Vogt, dans l'ancien palais des expositions réaménagé à cet effet.
En janvier 2013, le dépôt est utilisé de façon insolite dans le cadre du festival Antigel comme scène de spectacles avec entre autres un labyrinthe formé avec les véhicules remisés.

## Installations
Le dépôt, d'une surface totale de 42 558 m2 dont 19 650 m2 dédiés au remisage, comprend trois bâtiments principaux, :
- au nord de l'avenue de La Jonction, on retrouve la remise principale accueillant le remisage des trolleybus, l'ancien siège social se situe à côté ;
- au sud de la même avenue, on retrouve les installations de lavage ;
- au bout de l'avenue, à l'ouest du site, on retrouve une remise annexe, inutilisée depuis le départ des autobus.

Le dépôt est équipé pour effectuer la petite maintenance, la maintenance lourde étant effectuée au dépôt du Bachet-de-Pesay. Il accueille, en 2011, 277 véhicules dont 91 trolleybus et 186 autobus.
La filiale TP Publicité SA et la Caisse de pension des TPG ont leurs locaux à La Jonction.

## Avenir

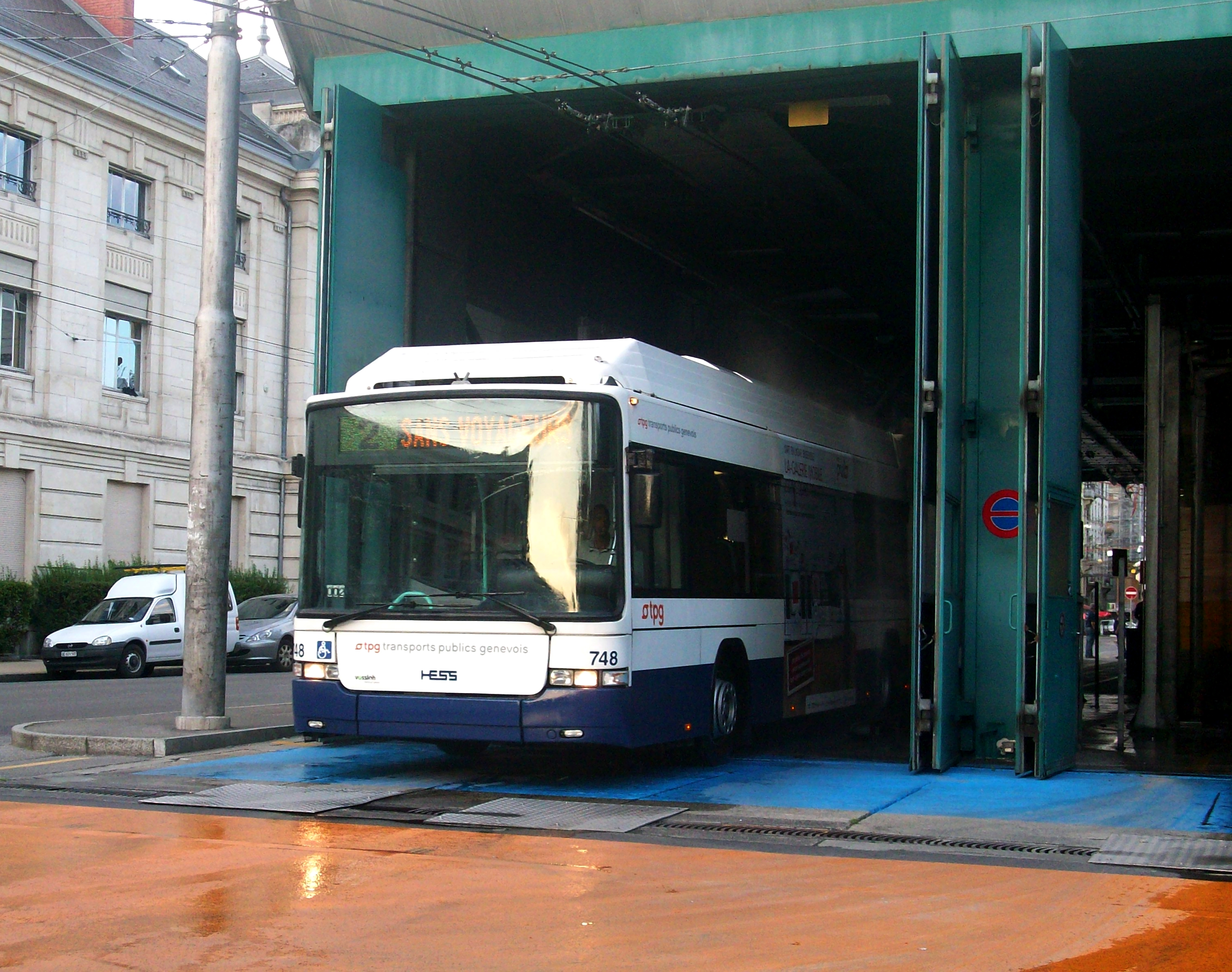
Un trolleybus dans la station de lavage.

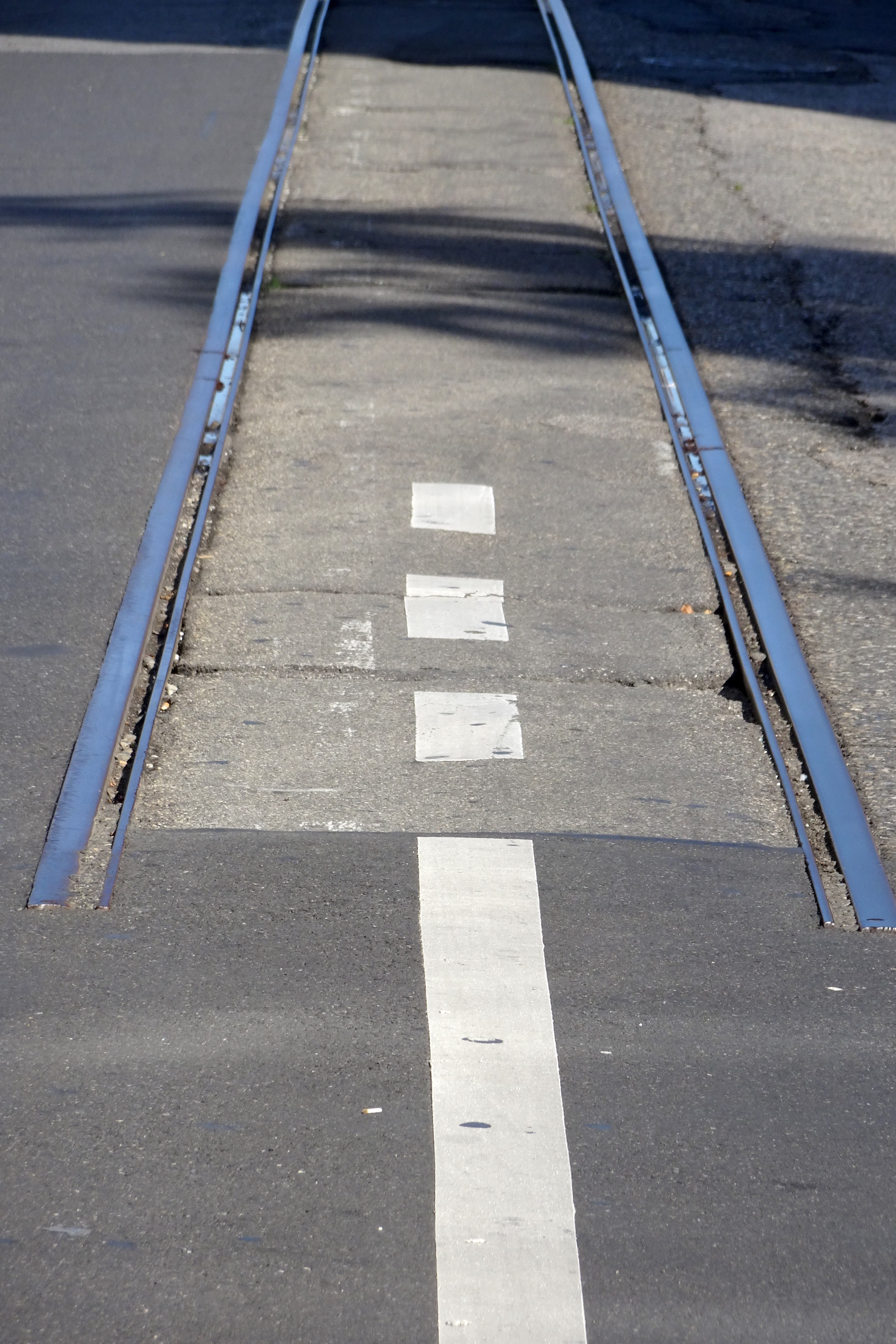
Boulevard Saint-Georges, rails désaffectés, en 2021.

Le site, arrivant à saturation, ne peut être agrandi en raison de son emplacement sur une presqu'île en pleine ville. De plus le site doit être en partie libéré à terme, le droit de superficie du site s'achevant le 30 juin 2038. Ainsi, les TPG ont construit route de Meyrin, sur le territoire de la commune de Vernier, le dépôt En Chardon qui récupère depuis le 26 octobre 2020 le remisage des autobus du dépôt de La Jonction et permet de dé-saturer le dépôt du Bachet-de-Pesay tout en offrant aux TPG la possibilité d'agrandir son parc de véhicules en prévision des extensions futures du réseau,,. 
Ainsi, La Jonction n'accueille plus que les trolleybus, dans la remise principale. Les installations devenues inutilisées, le remisage couvert situé à la pointe en particulier, seront détruites et remplacées par un parc urbain,.